# Витачишта
Витачишта (грч. Κρηνίδα, Кринида) је насељено место у општини Амфипољ у периферији Средишња Македонија, Грчка. Према попису из 2021. године било је 429 становника.
Према бугарском географу и историчару, Василу Канчову, у Витачишту је 1900. године живело 1.100 Грка, 175 Турака и 100 Словена хришћана. Током Балканских ратова село је настрадало и део мештана је избегао, тако је после рата остало 853 житеља. Године 1923. преостало турско становништво је принудно исељено у Турску а на њихово место је насељено 175 грчких избеглица. На попису из 1928. године Витачишта је имало 1.296 становника.